# Dioclophara variegata
Dioclophara variegata är en insektsart som beskrevs av Goding. Dioclophara variegata ingår i släktet Dioclophara och familjen hornstritar. Inga underarter finns listade i Catalogue of Life.